# Slaget vid Trafalgar 21 oktober 1805
Slaget vid Trafalgar 21 oktober 1805 (engelska: The Battle of Trafalgar, 21 October 1805) är en oljemålning av den engelske konstnären William Turner från 1822–1824. Den är monumental i sin storlek (262 x 369 cm) och ingår i National Maritime Museums samlingar i Greenwich, London. 

## Motiv
Målningen skildrar slaget vid Trafalgar där brittiska flottan under amiral Horatio Nelson besegrade en större fransk-spansk flotta under Pierre-Charles de Villeneuve. Utgången befäste britternas sjöherravälde och undanröjde Napoleons invasionshot mot Storbritannien. 
Målningen visar flera skeenden under slaget som egentligen skedde vid vitt skilda tidpunkter. I förgrunden syns flaggskeppet HMS Victory som med sina flaggor signalerar duty, en del av Nelsons bevingade ord inför slaget: England expects that every man will do his duty. På däck vid stormasten har en grupp sjömän samlats runt Nelsons dödligt sårade kropp samtidigt som fartygets förmast faller. 
Det sjunkande skeppet till höger är det franska Redoutable varifrån det dödande skottet mot Nelson hade avlossats. I verkligheten sjönk Redoutable i en storm dagen efter slaget. Bakom Redoutable, dolt av kanonrök, seglar HMS Temeraire, berömd från Turners målning The Fighting Temeraire (1838). Till vänster om HMS Victory avbildas det brinnande franska skeppet Achille, det spanska flaggskeppet Santissima Trinidad och Villeneuves flaggskepp Bucentaure.             

## Bakgrund
Turner visade tidigt ett stort intresse för marinmåleri i allmänhet och slaget vid Trafalgar i synnerhet. Redan vid den brittiska flottans hemkomst efter slaget hade Turner varit på plats och gjort skisser. År 1808 färdigställde Turner The Battle of Trafalgar, as Seen from the Mizen Starboard Shrouds of the Victory som han testamenterade till brittiska staten och som idag är utställd på Tate Gallery. 1824 års version var Turners enda kungliga beställning; den beställdes av Georg IV 1822 på inrådan av sir Thomas Lawrence. Syftet var att den skulle utgöra en pendang till Philippe-Jacques de Loutherbourgs målning Lord Howe's action, or the Glorious First of June från 1794 i Saint James's Palace.
Inför färdigställandet av den slutliga målningen gjorde Turner åtminstone två skisser som båda ingår i Tate Gallerys samlingar. Den färdiga tavlan var kontroversiell på sin tid eftersom det avbildade krigets fasor snarare än glorifierade flottans seger. Andra kritiserade tavlan för oriktigheter, framför allt att den skildrade händelser som inträffade vid olika tillfällen. Även kungen tycks ha haft sina invändningar och 1829 donerade han tavlan, tillsammans med Loutherbourgs Lord Howe's action, or the Glorious First of June, till Greenwich Hospital som var ett hem för pensionerade sjömän.

## Galleri

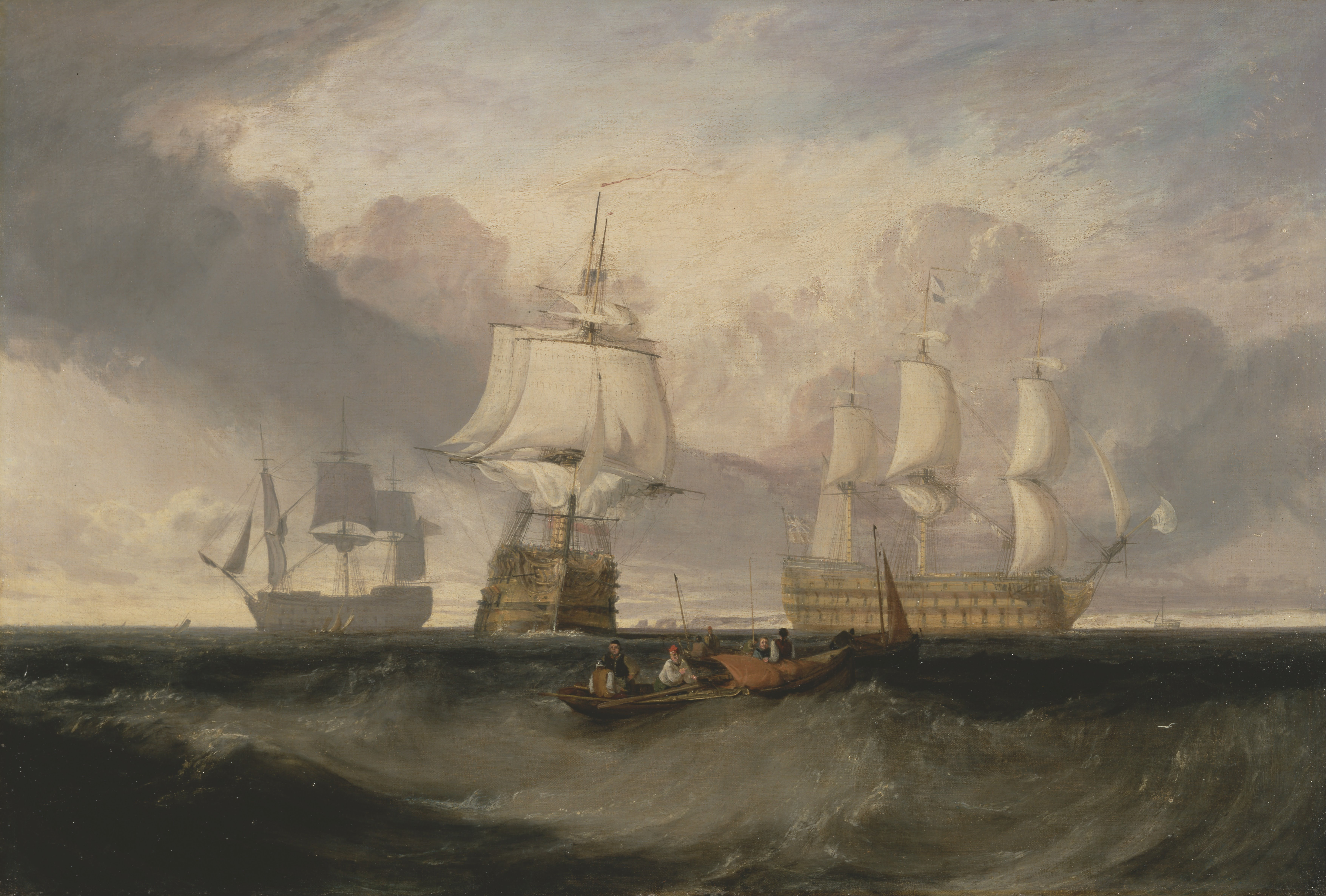
The ‘Victory’ Returning from Trafalgar, in Three Positions (cirka 1806), Yale Center for British Art.
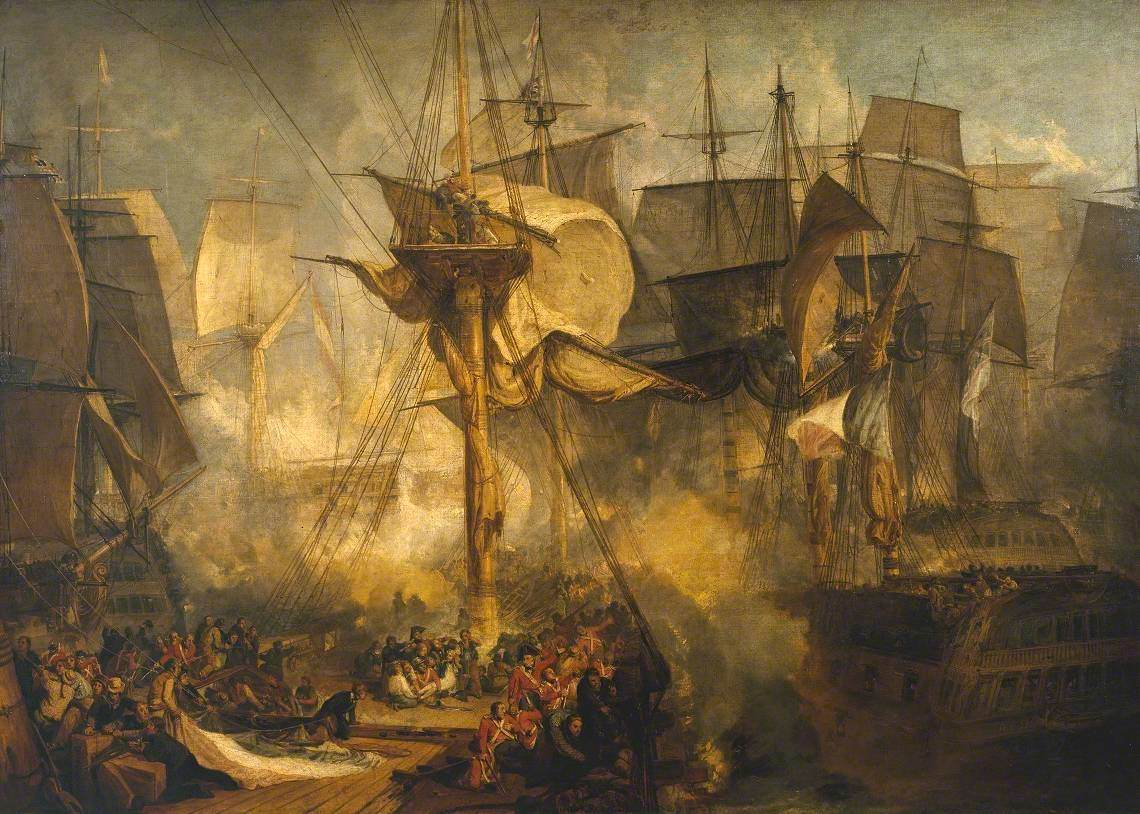
The Battle of Trafalgar, as Seen from the Mizen Starboard Shrouds of the Victory (1806–1808), Tate Gallery. Olja på duk, 170,8 × 238,8 cm.
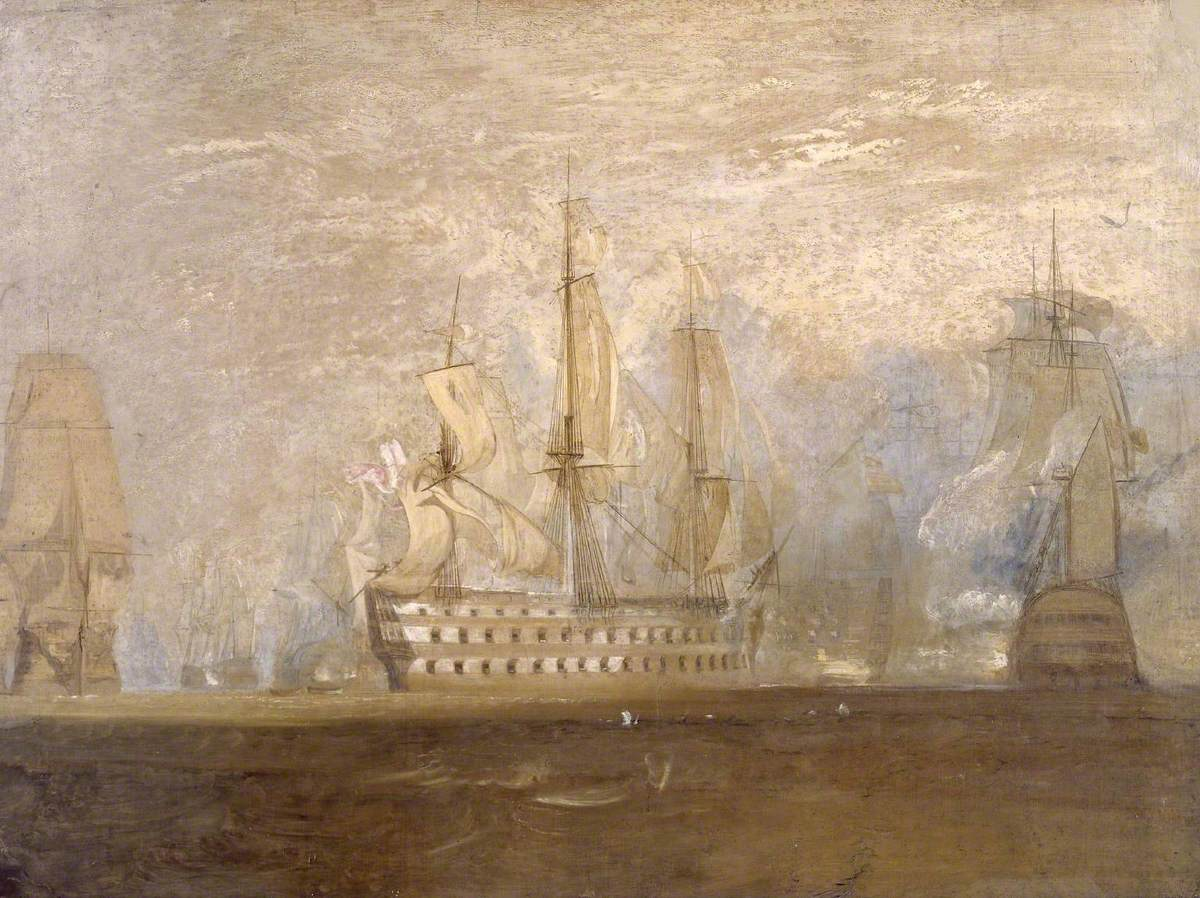
Första skissen (cirka 1823), Tate Gallery.
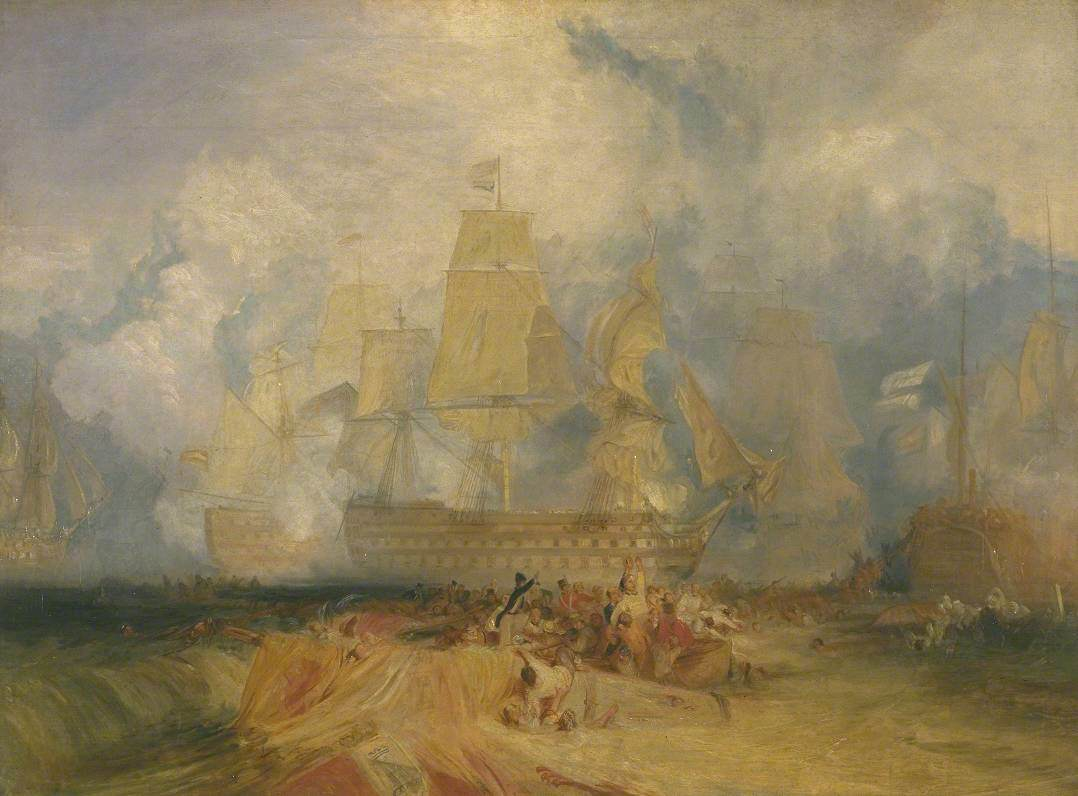
Andra skissen (cirka 1823), Tate Gallery.
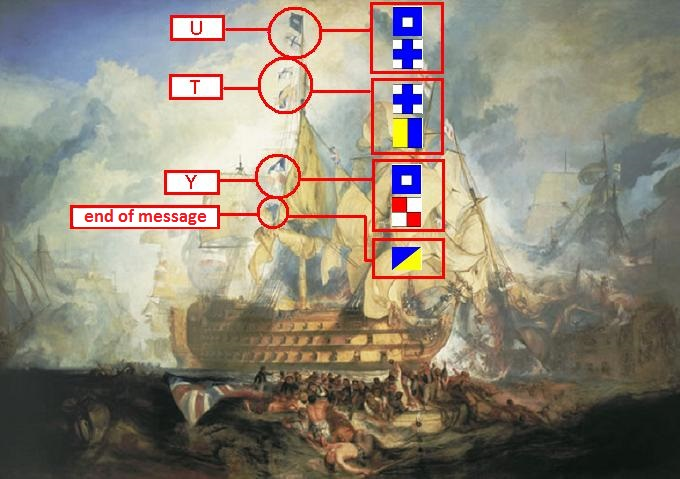
HMS Victorys flaggor signalerar duty.
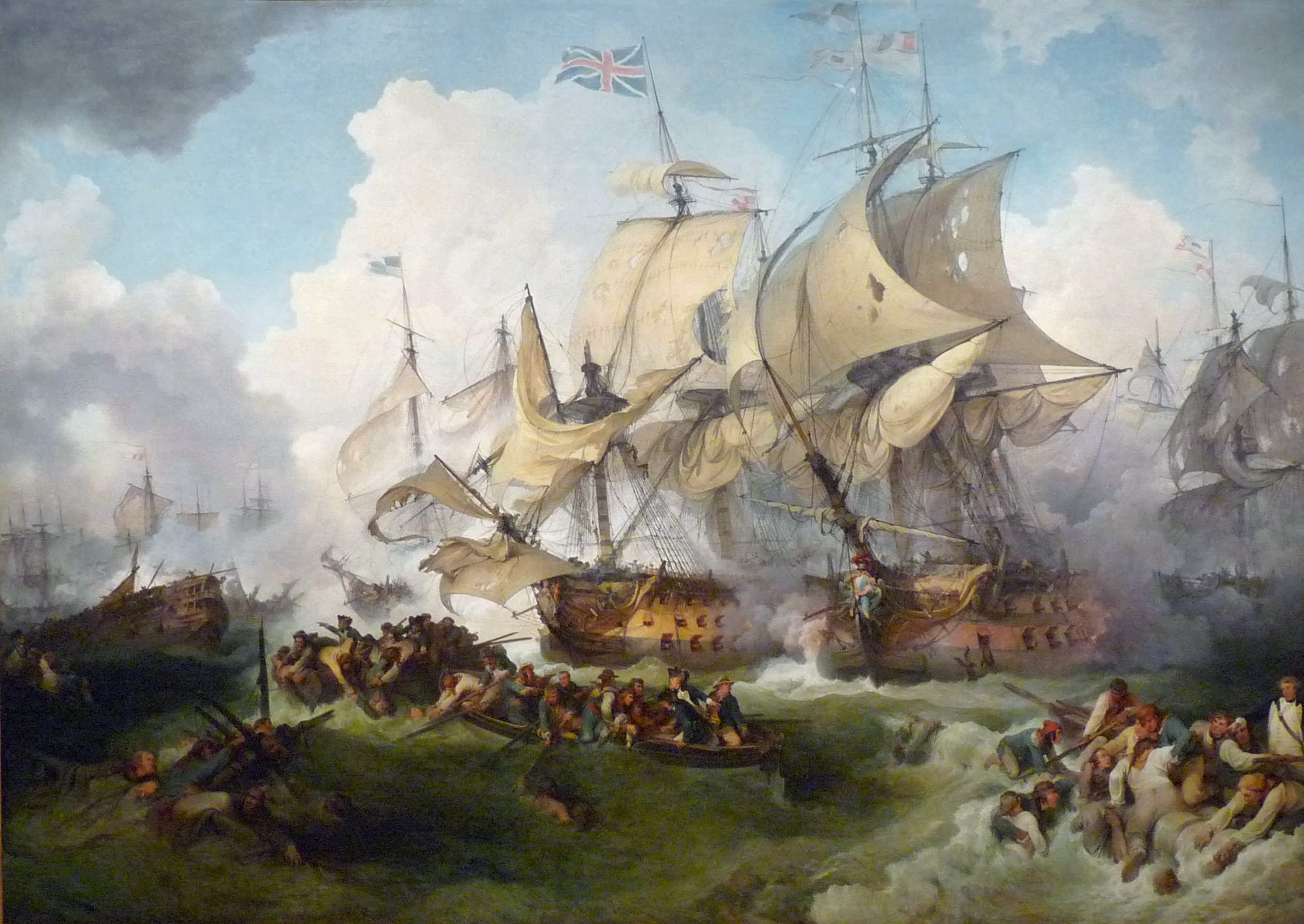
Philippe-Jacques de Loutherbourgs målning Lord Howe's action, or the Glorious First of June (1794), National Maritime Museum.